# Santa Clotilde (Maynas)
Santa Clotilde es una localidad peruana, capital de distrito de Napo, provincia de Maynas, al noroeste del departamento de Loreto.

## Descripción
Santa Clotilde se encuentra a orillas del río Napo. Funciona como puerto para transporte a los pozos petrolíferos del norte de Maynas. En el lugar habitan descendientes de los pueblos amerindios: aido pais, arabelas, uitotos, maijunas y Kichwas, convertidos a la Iglesia católica peruana.
El dengue es una epidemia constante en la localidad, por lo que el gobierno peruano tuvo que elaborar campañas de sanidad.